# ماتانگ توبیگ
ماتانگ توبیگ (به لاتین: Matang Tubig) یک آبشار در فیلیپین است که در Casile, Cabuyao, Laguna (province) واقع شده‌است.